# Zaletta hattahensis
Zaletta hattahensis är en insektsart som beskrevs av Webb 1983. Zaletta hattahensis ingår i släktet Zaletta och familjen dvärgstritar. Inga underarter finns listade i Catalogue of Life.